# Кваст-Ходапп, Фрида
Фрида Кваст-Ходапп (урождённая Ходапп, нем. Frieda Kwast-Hodapp; 13 августа 1880, Хельмштадт-Барген, ныне в составе Энгена — 14 сентября 1949, Бад-Висзее) — немецкая пианистка.
Училась музыке в Карлсруэ, а затем во франкфуртской Консерватории Хоха у профессора Джеймса Кваста, за которого в 1902 году вышла замуж (роман со студенткой вынудил Кваста оставить консерваторию и перейти в берлинскую Консерваторию Шарвенки). Талант Ходапп впоследствии высоко оценивал её тогдашний соученик Перси Грейнджер. Затем Ходапп училась также у Ферруччо Бузони, преподавала, как и её муж, в берлинской Консерватории Штерна, широко концертировала по Европе, в том числе в ансамбле с Яном Кубеликом. Наибольшую известность Фрида Кваст-Ходапп приобрела как исполнительница произведений Макса Регера, ряд которых она в 1905—1920 гг. записала для фирмы Welte-Mignon; в 1910 г. Кваст участвовала в регеровском фестивале в Дортмунде, а 15 декабря этого года исполнила в Лейпциге премьеру посвящённого ей фортепианного концерта Регера (с Оркестром Гевандхауса под управлением Артура Никиша). Как наиболее заметную среди женщин-пианисток своего времени оценивал Фриду Кваст Кайхосру Сорабджи.
С 1930 г. жила в Хайдельберге. После смерти мужа стала подругой фабриканта Отто Кребса, владельца крупнейшей в Германии частной коллекции импрессионистов.